# هدب

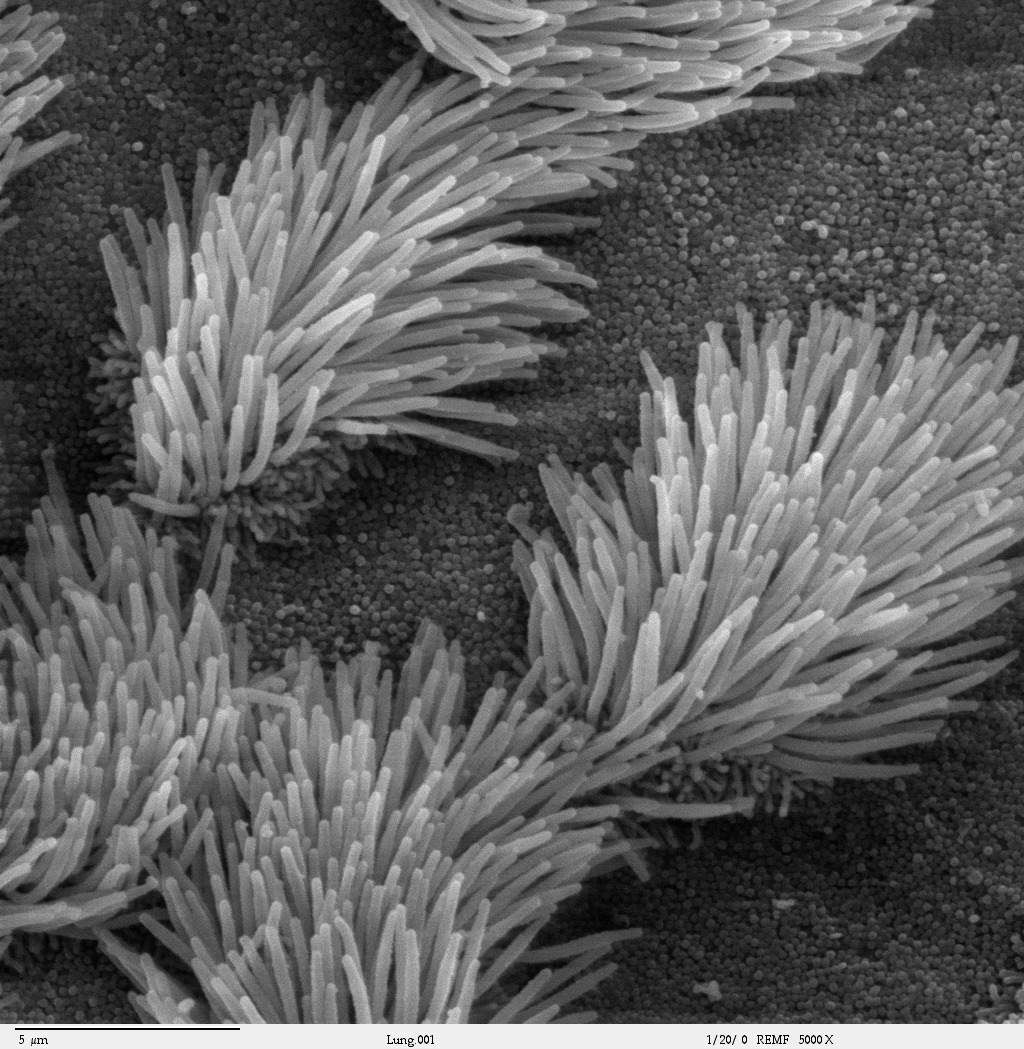
صورة بالمجهر الالكتروني الماسح لأهداب تبرز من الظهارة التنفسية في الرئة

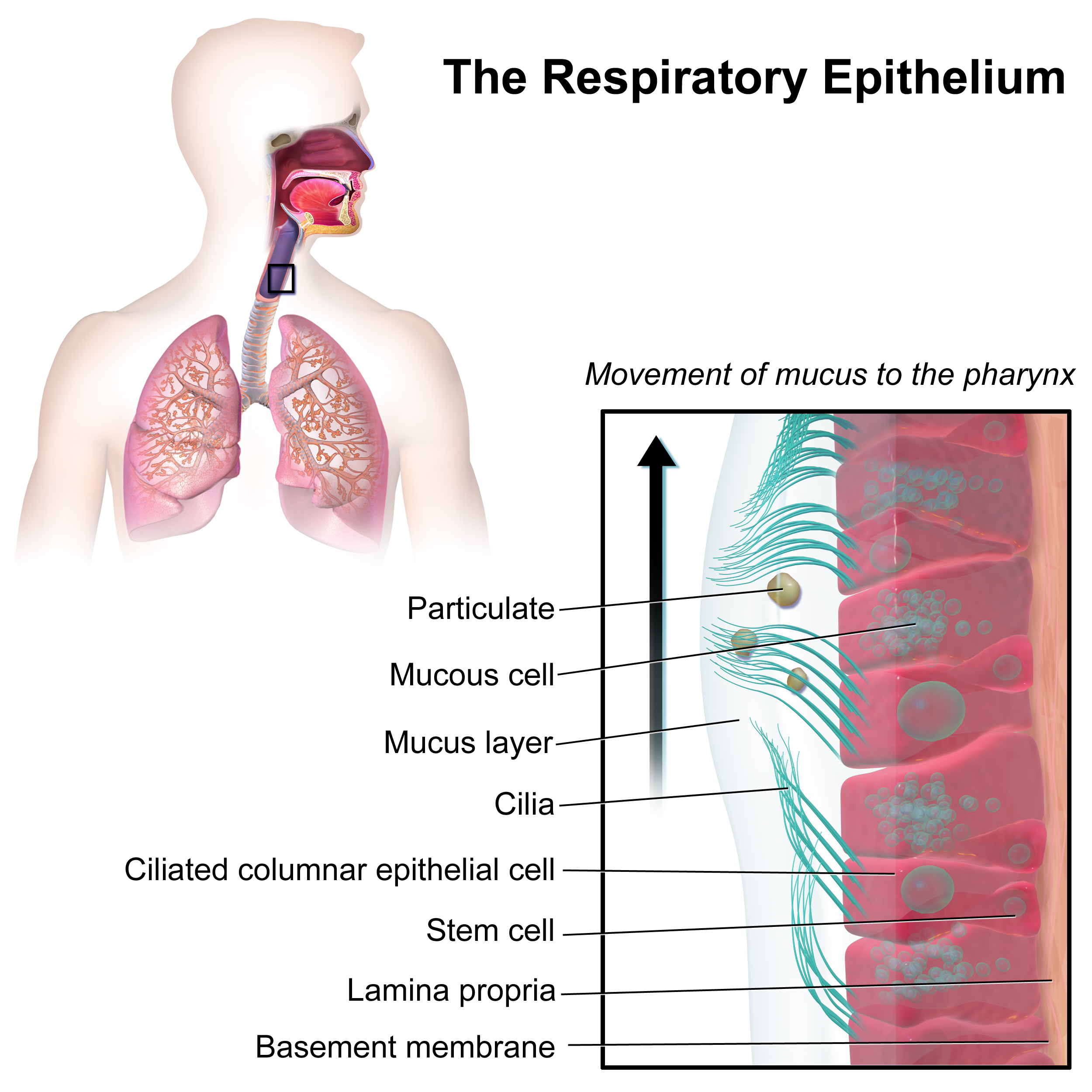
رسم توضيحي يصور أهداب متحركة على ظهارة الجهاز التنفسي.

الهدب (من اللاتينية رمش؛ الجمع هو أهداب) هو عضية موجودة في الخلايا حقيقية النواة على شكل نتوء نحيف ينطلق من جسم الخلية الأكبر بكثير.
هناك نوعان من الأهداب: أهداب متحركة وغير متحركة. تسمى الأهداب غير المتحركة أيضًا الأهداب الأولية التي تعمل كعضيات حسية. تمتلك معظم أنواع خلايا الثدييات هدبًا أوليًا واحدًا غير متحرك يعمل كهوائي خلوي. تشمل الاستثناءات الخلايا العصبية الشمية التي تمتلك العديد من الأهداب غير المتحركة وخلايا العقدة البدائية العابرة، والتي تمتلك أهدابًا متحركة مفردة تُعرف باسم الأهداب العقدية، وهي ضرورية لإنشاء عدم تناسق الجسم من اليسار إلى اليمين.
في حقيقيات النوى، تتشابه الأهداب والأسواط المتحركة (المعروفة معًا باسم وندوليبوديوم) من الناحية الهيكلية، على الرغم من أنه يتم التمييز أحيانًا وفقًا للوظيفة أو الطول. تنقل الأهداب الثابتة (تسمى الأهداب الأولية) إشارات من البيئة أو من الخلايا الأخرى.

## الأنواع

### الأهداب الأولية
في الحيوانات، توجد أهداب أولية غير متحركة في كل نوع من الخلايا تقريبًا، وخلايا الدم هي استثناء بارز. تمتلك معظم الخلايا خلية واحدة فقط، على عكس الخلايا ذات الأهداب المتحركة، باستثناء الخلايا العصبية الظهارة الشمية، حيث توجد مستقبلات شمية، والتي يمتلك كل منها حوالي عشرة أهداب. تمتلك بعض أنواع الخلايا، مثل الخلايا المستقبلة للضوء في شبكية العين، أهداب أولية عالية التخصص.
على الرغم من اكتشاف الكيليوم الأولي في عام 1898، إلا أنه تم تجاهله إلى حد كبير لمدة قرن واعتبر عضية أثرية بدون وظيفة مهمة. كشفت النتائج الأخيرة المتعلقة بأدوارها الفسيولوجية في التحسس الكيميائي، ونقل الإشارة، والتحكم في نمو الخلايا، عن أهميتها في وظيفة الخلية. تم التأكيد على أهميته لبيولوجيا الإنسان من خلال اكتشاف دوره في مجموعة متنوعة من الأمراض الناجمة عن خلل أو خلل وظيفي في الأهداب، مثل مرض الكلى المتعدد الكيسات، أمراض القلب الخلقية، وتنكس الشبكية، يسمى اعتلال الأهداب الخلوية. من المعروف الآن أن الكيليوم الأساسي يلعب دورًا مهمًا في وظيفة العديد من الأعضاء البشرية.

### الأهداب المتحركة
حقيقيات النوى الأكبر حجمًا، مثل الثدييات، لها أهداب متحركة أيضًا. عادة ما توجد الأهداب المتحركة على سطح الخلية بأعداد كبيرة وتضرب في موجات متناسقة.
- في البشر، على سبيل المثال، توجد أهداب متحركة على نسيج طلائي تنفسي المبطنة للجهاز التنفسي حيث تعمل في إزالة المخاط والأوساخ من الرئتين.[19] كل خلية في ظهارة الجهاز التنفسي لديها حوالي 200 أهداب متحركة.[6]
- في إناث الثدييات، يؤدي ضرب الأهداب في قناة الرحم إلى تحريك البويضة من المبيض إلى الرحم[19][20]

يعتمد عمل الأهداب المتحركة بشدة على الحفاظ على المستويات المثلى للسائل المحيطي الذي يغمر الأهداب. يبدو أن قنوات الصوديوم الظهارية التي يتم التعبير عنها بشكل خاص بطول كامل الأهداب تعمل كمستشعرات تنظم مستوى السائل المحيط بالأهداب.
الهدبيات هي كائنات مجهرية تمتلك أهداب متحركة حصريًا وتستخدمها إما للحركة أو ببساطة لتحريك السائل فوق سطحها.

### أهداب عقدية
الأهداب العقدية موجودة فقط في بداية نمو الجنين. الكيليوم العقدي له هيكل مشابه للهدب البدائي في عدم وجود جهاز مركزي، ولكنه يمتلك أذرع داينين تمكنه من التحرك أو الدوران في اتجاه دائري. يكون الدوران في اتجاه عقارب الساعة، وهذا يتسبب في تدفق سائل خارج المضغ عبر سطح العقدة، موجهًا إلى اليسار. تستشعر الأهداب الأولية حول الأهداب العقدية التدفق الاتجاهي الذي ينشط الإشارات العقدية، ويؤسس الجانب من اليسار إلى اليمين.

## بناء
داخل الأهداب والسوط هو هيكل خلوي قائم على الأنابيب الدقيقة يسمى محور عصبي. يحتوي محور عصبي من كيليوم الأساسي عادةً على حلقة من تسعة أزواج أنابيب خارجية دقيقة (تسمى خيط محوري)، ويحتوي محور عصبي من كيليوم المتحرك، بالإضافة إلى المضاعفات التسعة الخارجية، على اثنين من الأنابيب الصغيرة المفردة (تسمى خيط محوري). يعمل المحور العصبي كسقالة لأذرع داينين الداخلية والخارجية المحورية التي تحرك الأهداب المتحركة، وتوفر مسارات للبروتينات الحركية الجزيئية ، مثل كينيسن، التي تحمل البروتينات على طول الهدب من خلال عملية تسمى النقل داخل السجيل. هو ثنائي الاتجاه ورجعي تستخدم البروتينات الحركية للهيكل الخلوي للرجوع نحو جسم الخلية، ويحيط بالهدب غشاء متجاور مع غشاء البلازما ولكنه متميز من الناحية التركيبية.

### الجذر الهدبي
الجذر الهدبي هو هيكل شبيه بالهيكل الخلوي ينشأ من الجسم القاعدي في الطرف القريب من الهدب. يبلغ قطر الجذور عادة 80-100 نانومتر وتحتوي على خطوط عرضية موزعة على فترات منتظمة من حوالي 55-70 نانومتر. أحد المكونات البارزة في الجذر هو روتليتين.

### منطقة انتقالية
لتحقيق تركيبته المميزة، تتكون المنطقة القريبة من الهدب من منطقة انتقالية تتحكم في البروتينات التي يمكن أن تدخل وتخرج من الهدب. في المنطقة الانتقالية، تربط الهياكل على شكل Y الغشاء الهدبي بالمحور الأساسي. قد ينطوي التحكم في الدخول الانتقائي إلى الأهداب على وظيفة تشبه الغربال في منطقة الانتقال. تؤدي العيوب الموروثة في مكونات المنطقة الانتقالية إلى اعتلال الهدبيات، مثل متلازمة جوبيرت. يتم الحفاظ على بنية المنطقة الانتقالية ووظيفتها عبر الكائنات الحية المتنوعة، بما في ذلك الفقاريات، وايليجانس، وميلانوجاستر وكلاميدوموناس رينهاردتي. في الثدييات، يؤدي اضطراب المنطقة الانتقالية إلى تقليل الوفرة الهدبية للبروتينات الهدبية المرتبطة بالغشاء، مثل تلك المشاركة في نقل إشارة القنفذ، مما يضر بالتطور الجنيني المعتمد على القنفذ لعدد الأرقام ونمط الجهاز العصبي المركزي.

### أهداب مقابل سوط
على الرغم من تسميتها بأسماء مختلفة، إلا أن الأهداب المتحركة والأسواط لها هياكل متطابقة تقريبًا ولها نفس الغرض: الحركة. يمكن وصف حركة الزائدة بأنها موجة. تميل الموجة إلى أن تنشأ من قاعدة الهدب ويمكن وصفها من حيث التردد (تردد النبض الهدبي) والسعة وطول الموجة. يتم إنشاء حركة الضرب بواسطة هياكل ذراع دينين المنزلق للثنائيات الخارجية، وتنشأ في محور عصبي، وليس في الجسم الأساسي. يتمثل أحد الاختلافات الرئيسية بين الهيكلين في أنه في كائن حقيقي النواة مثل البشر، يتم استخدام الأسواط لدفع الخلية، بينما تُستخدم الأهداب لنقل المواد عبر السطح. مثال على كل منها هو السوط الموجود على خلية الحيوانات المنوية والأهداب على النسيج الظهاري للرئتين الذي يزيل الجسيمات الغريبة. تمتلك الأهداب والأسواط المتحركة نفس بنية الخيط المحوري. يشير الرقم 9 إلى عدد المضاعفات الموجودة حول الحافة الخارجية للملحق بينما يشير الرقم 2 إلى زوج مركزي من الأنابيب الدقيقة المستقلة. في الأهداب الأولية وغيرها من الأهداب غير المتحركة ، يفتقر المحور العصبي إلى زوج مركزي، مما ينتج عنه بنية الخيط المحوري.

## الأنواع والتوزيع
تنقسم الأهداب إلى متحركة وأولية.

### الأهداب المتحركة
توجد الأهداب المتحركة عادة على سطح الخلية بأعداد كبيرة، وتتحرك في أمواج متناسقة.
على سبيل المثال، توجد الأهداب المتحركة في الإنسان في بطانة القصبة الهوائية، حيث تقوم بطرد المخاط والأجسام الغريبة بعيدا عن الرئتين.
كما توجد أيضا في أنثى الثدييات في قناة فالوب حيث تعمل على تحريك البويضة من المبيض إلى الرحم.
الهدبيات هي كائنات مجهرية تمتلك الأهداب المتحركة وتستخدمها للحركة أو لتحريك السوائل على سطحها.

### الأهداب الأولية
توجد الأهداب الأولية على سطح كل خلية في جسم الإنسان تقريبا. بالمقارنة مع الأهداب المتحركة، فالأهداب الأولية عادة توجد منها واحدة فقط في كل خلية. تقريبا كل خلايا الثدييات تملك هدب أولي وحيد.
قد تتخصص الأهداب الأولية أحيانا كما في الأعضاء الحسية للإنسان مثل العين والأنف:
- في العين: الجزء الخارجي من العصى يتصل بجسم الخلية عن طريق هدب أولي متخصص.
- في الأنف: العقدة الشجيرية للعصب الشمي والتي تحتوي على مستقبلات الشم، تحتوي أيضا على أهداب أولية بمعدل عشرة أهداب في كل عقدة شجيرية.

ومع أن الأهداب الأولية مكتشفة منذ عام 1898 إلا أنها تجوهلت لمدة قرن. ولكن حديثا حدث تقدم ملحوظ في فهم وظيفة الأهداب الأولية. حتى التسعينيات من القرن العشرين، كانت وجه النظر السائدة أن الأهداب الأولية هي مجرد عضيات لا وظيفية ليس لها أهمية. ولكن مؤخرا، دلت أبحاث جديدة بخصوص الدور الوظيفي للأهداب الأولية في نقل الإشارات والتحكم في نمو الخلايا، العلماء على أهميتها في وظيفة الخلايا. الفهم العلمي الحالي للهدب الأولي أنه: «هوائي خلوي حسي ينسق بين عدد كبير من مسارات الإشارات الخلوية».

## التركيب

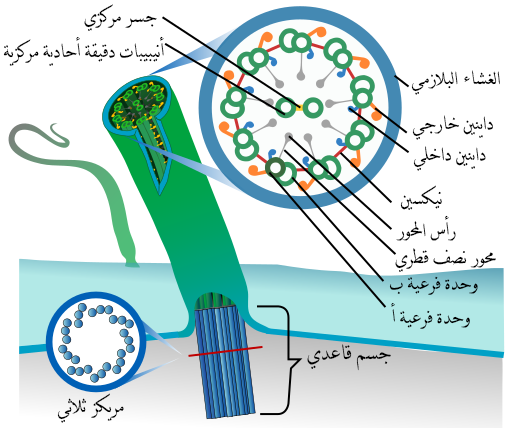
تركيب الأهداب المتحركة في الخلايا حقيقية النواة

يوجد داخل الأهداب والأسواط هيكل خلوي يعرف بالخيط المحوري (Axoneme). يتكون الخيط المحوري للأهداب الأولية من حلقة من 9 أزواج أنيبيبية خارجية، ولكن الخيط المحوري للأهداب المتحركة يحتوي على أنيبيبين فرديين في المركز بالإضافة إلى التسع أزواج الخارجية.